# 波兰无政府主义

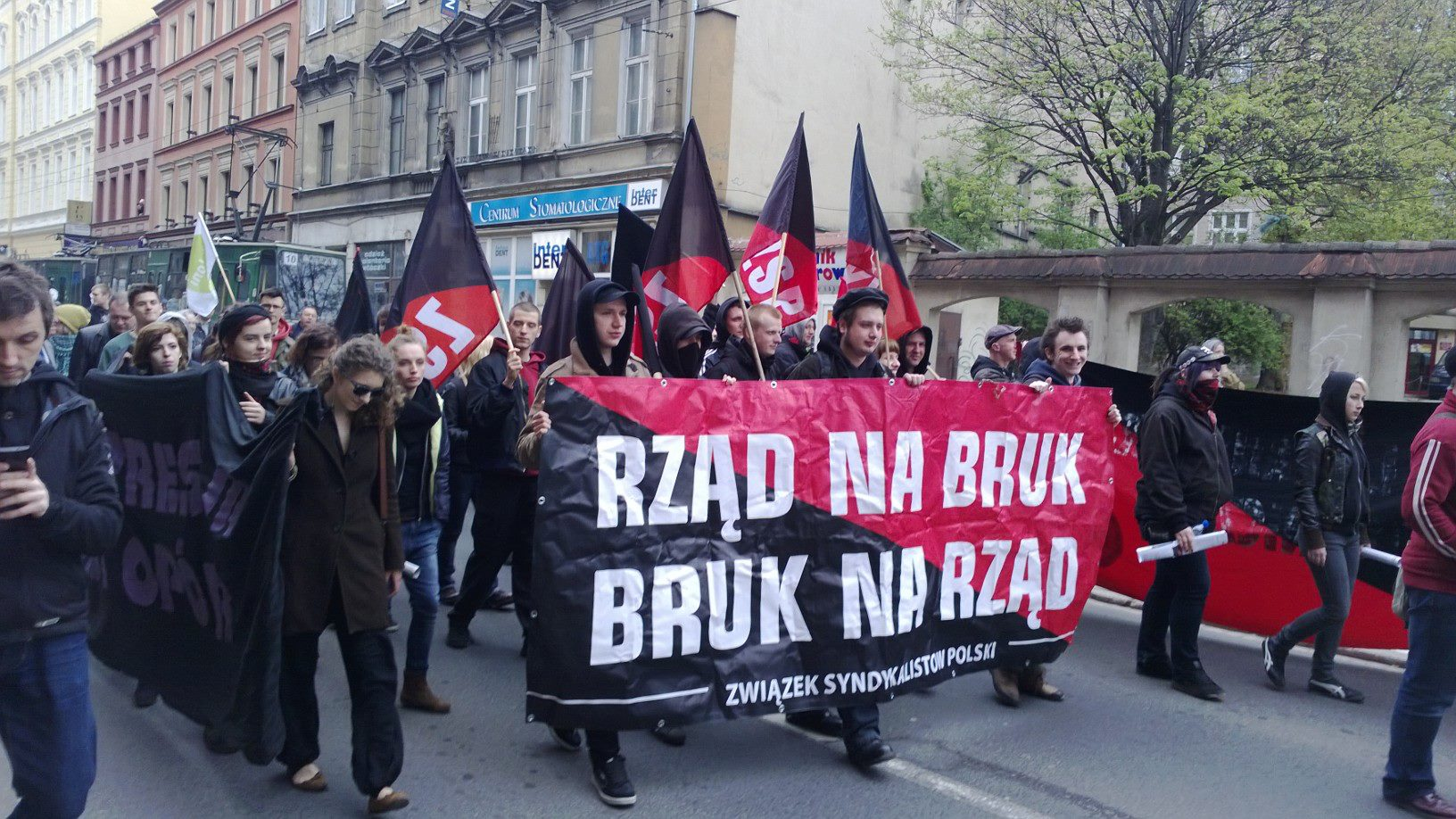
2013年弗罗茨瓦夫劳动节示威游行中的无政府主义者方阵

波兰无政府主义最早是在20世纪初，受到西欧和俄罗斯无政府主义思想的影响而发展起来的。
波兰从俄罗斯帝国独立之前就已经出现了几个无政府主义组织，其中一个名称为“斗争”（The Struggle）的组织于1903年在比亚韦斯托克成立。在接下来的几年里，类似的组织在格涅兹诺、华沙、罗兹、谢德尔采、琴斯托霍瓦、凯尔采以及其他城镇相继建立。其中最活跃的组织之一是名为「国际”（International）的组织，其总部设立在华沙。这个由犹太工人组成的团体在1905年波兰起义期间在整个城市组织了罢工。
沙皇政权在1914年前控制着波兰的大部分地区并采取高度专制主义的统治，当局经常向示威工人开枪。1906年1月，当局逮捕了“国际”组织的16名成员，并在没有审判的情况下将他们处决。
波兰无政府主义和无政府工团主义的重要理论家包括爱德华·阿布拉莫夫斯基（1868–1918）、扬·瓦茨瓦夫·马哈伊斯基（1866–1926）、奥古斯丁·弗鲁布列夫斯基（1866–1923）和拉法乌·戈尔斯基（1973–2010）。

## 历史
波兰被瓜分时期的无政府运动
在波兰被瓜分时期，波兰无政府主义运动的先驱可以追溯到16世纪活跃的波兰弟兄会（Polish Brethren）运动。波兰弟兄会是新教中的一个支派，具有明显的反国家、反战争和共产主义倾向。在该组织中，既有平民、也有资产阶级和贵族的代表。他们信奉人人平等的兄弟情谊原则，拒绝服兵役和国家服务，谴责死刑，并拒绝拥有依赖农奴制收益的庄园。
波兰无政府主义运动的起源还可以追溯到19世纪激进民主派的圈子。他们倾向于公社管理的思想，提倡公社自治，将民主自由和平等与强烈的道德纽带结合起来。例如，约阿希姆·莱莱韦尔曾提到公社管理的原则。波兰民主协会（Polish Democratic Society）也提到了这一思想。公社统治理论的发展受到与欧洲无政府主义接触的影响。尽管波兰的民主派对皮埃尔-约瑟夫·普鲁东的作品兴趣不大，但泛斯拉夫主义者米哈伊尔·巴枯宁的观点却备受欢迎。许多波兰移民加入了巴枯宁的国际兄弟会（Society of International Brothers）。波兰的无政府主义支持者试图将公社的传统与新的行动形式（如罢工）结合起来。
1864年，波兰共和中心（Polish Republican Center）成立，由尤泽夫·豪克-博萨克（Józef Hauke-Bosak）、卢德维克·布列夫斯基（Ludwik Bulewski）和列昂·泽恩科维奇（Leon Zienkowicz）创建。它是由朱塞佩·马志尼创立的普遍共和联盟（Universal Republican Alliance）的波兰分支。
在各个被瓜分的地区，无政府主义呈现出不同的形式。在相对自由的奥地利分区，改良主义倾向占主导地位，无政府工团主义在无政府主义者中最为流行。俄罗斯波兰领地的情况则不同，只有革命斗争是可能的。在普属波兰，社会主义运动以及无政府主义的支持者较少。
丹尼尔·格林伯格（Daniel Grinberg）指出，首个明确以无政府主义为名的波兰组织是波兰社会革命协会（Polish Social-Revolutionary Society），该组织于1872年在苏黎世的波兰移民中运作。受巴枯宁的影响，它采用了无政府主义纲领。然而，当尤泽夫·托卡热维奇（Józef Tokarzewicz）加入该组织后，他制定了新的计划，放弃了巴枯宁版本中关于未来波兰社会无国家性质的思想。
另一个无政府主义组织是自由兄弟会（Free Brethren）。该组织于1897年在加利西亚的克拉科夫，由教师和中学生组成。其纲领除了无政府主义思想外，还包含了民间和民族民主的主题。自由兄弟会支持个人恐怖主义行动。
1903年，在犹太纺织工人的倡导下，一支名为“瓦尔卡”（Walka）的无政府主义组织在比亚韦斯托克成立。战斗活动家们与俄罗斯的“土地与自由”组织和西方无政府主义团体建立了联系，组织了教学材料、资金和武器的转移。“瓦尔卡”组织实践经济恐怖主义，并在比亚韦斯托克地区的失业者中鼓动。冲突中的主要行动包括：成功袭击克伦基区政府办公室，获得大量护照表格；枪杀比亚韦斯托克的警察局长；1904年试图暗杀使用破坏工的工厂老板科根（Kogan）。

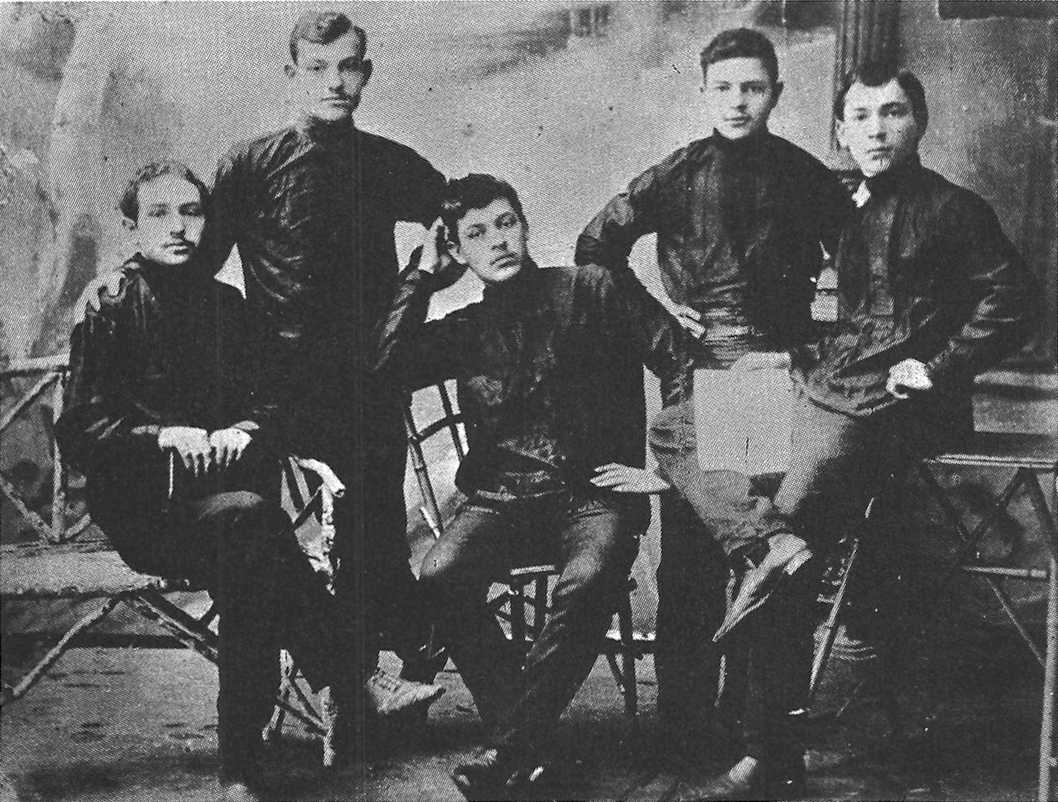
黑旗会议 （1906）

随着1905年俄国革命的爆发，波兰开始出现新的无政府主义团体。同年，一支名为“黑旗”（Black Banner）的无政府共产主义组织在比亚韦斯托克由犹大·格罗斯曼-罗什钦（Juda Grossman-Roszczin）成立。根据一些估计，仅比亚韦斯托克的黑旗组织成员就有大约500人。1906年，他们创建了一个强大的联合会，其中包括波兰和犹太的纺织工、制革工、皮货商、裁缝和木匠。黑旗成员也被称为“黑骑士”（Black Knights），他们主张经济恐怖主义，尤其是所谓的无差别恐怖主义，针对所有资产阶级代表。黑旗组织还在维尔纽斯等地活动。

1905年，一支由大约120人组成的名为“国际”（International）的团体在华沙活动。该组织发布了一份宣言，呼吁举行总罢工，并在华沙工人中进行宣传活动，组织破坏行动，焚烧面包店，并将面包分发给最贫困的人。同年，华沙还出现了无政府共产主义团体“国际社”（Internacyjnyał），该组织进行炸弹袭击，并从富裕企业家那里勒索资金。“国际社”还积极开展宣传活动，其中一份号召书写道：
前进吧，兄弟们，为了那场所有暴君都恐惧的大斗争前进，为了无政府共产主义和社会革命前进！暴君与资产阶级必须灭亡！消灭多重所有者和独裁者！打倒私有财产及其捍卫者——民主党人！工人阶级斗争的团结万岁！社会革命万岁！无政府共产主义万岁！

——1905年10月“国际社”团体的号召，[引自]《波兰无政府主义团体的号召书与宣言》
前社会主义者奥古斯丁·沃布列夫斯基（Augustyn Wróblewski）在奥地利分区积极活动。他在克拉科夫创建了一个团体，其宣传机关是无政府工团主义杂志《工人问题》（Sprawa Robotnicza）。然而，加利西亚的无政府工团主义运动并没有显著发展。
虽然在波兰活动的团体常倾向于采取恐怖主义手段，但与无政府主义相关的波兰思想家们则更倾向于和平且建设性的解决方案。除了马哈伊斯基（Machajski），他“严格来说更像是叛逆的马克思主义者，而不是无政府主义者”，还应提到爱德华·阿布拉莫夫斯基（Edward Abramowski）、奥古斯丁·沃布列夫斯基和约泽夫·泽林斯基（Józef Zieliński）。

### 波兰第二共和国的无政府主义运动
随着波兰重新获得独立（主要是由社会党人推动的），无政府主义者发现自己处于艰难的境地。无政府主义者和共产党人共同反对社会党和毕苏斯基的政策，这一立场使两者联合起来。然而，当无政府主义运动与第三国际分道扬镳时，波兰的无政府主义团体也与波兰共产党断绝了联系。无政府主义者是唯一谴责1926年五月政变的左翼团体，并且将1926年之后的每个政府都称为法西斯政府。
1926年，波兰无政府主义联盟（AFP）成立。该组织在地下活动，直到二战爆发，因为仅仅宣扬无政府主义就可能被判处数年监禁。AFP由一群犹太复国主义青年与一群原属于波兰王国和立陶宛社会民主党的华沙木工联合创立。该组织在华沙、罗兹、克拉科夫、琴斯托霍瓦和塔尔努夫等地开展活动，并参与罢工和示威。最初，它出版《无政府主义者之声》，自1931年起出版《阶级斗争》。
由于压迫，也出现了政治流亡。1923年，一群无政府主义者移民到巴黎，在那里成立了法国波兰无政府主义者小组和“新时代”出版社，出版无政府主义作家的著作，包括鲁道夫·罗克和亚历山大·贝克曼。这些出版物随后被秘密带入波兰。

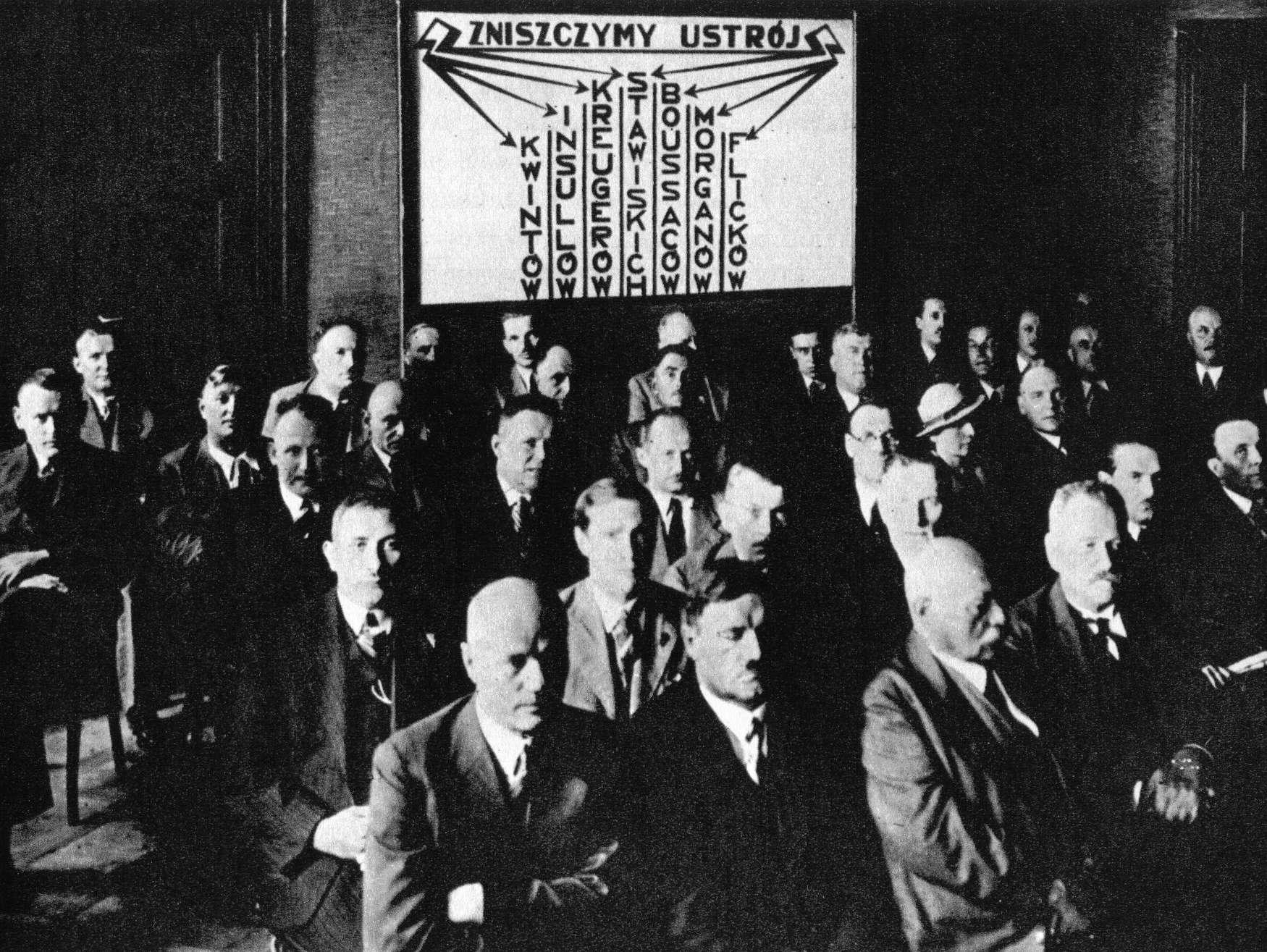
1935 年 ZZZ 会议

工会联合会（波兰语：Związek Związków Zawodowych，简称ZZZ）于1931年5月成立，旨在团结亲社会的工会组织。该组织运营至1939年，是全国三大工会中心之一。起初，它亲政府立场鲜明，但在无政府主义者的影响下，从1936年起开始倾向于激进的无政府工团主义。不久后，它成为警方和司法镇压的目标，其活动最终因第二次世界大战的爆发而中断。ZZZ中的主要无政府主义活动家是托马什·皮拉尔斯基。
1939年10月，波兰工团主义者联盟（波兰语：Związek Syndykalistów Polskich，简称ZSP）在华沙成立。1939年，该组织以“自由与人民联盟”的名义活动。ZSP摒弃了无政府主义，代表了所谓的“波兰版工团主义”，即接受社会化国家的体制。该组织开展了自助、出版和军事活动。ZSP的部队，例如第104工团连队，曾参加华沙起义，并在坎皮诺斯森林、马格努舍夫地区以及桑多梅日-奥帕图夫地区作战。ZSP还共同创立了援助犹太人的热戈塔。ZSP领导层的最后一次会议于1945年1月在华沙附近的布尔维努夫举行。
1940年，工团主义组织“自由”（波兰语：Syndykalistyczna Organizacja "Wolność"，简称SOW）在华沙成立。该组织基于来自ZZZ的无政府工团主义者以及部分波兰民主青年联盟成员。1941年，波兰民族自由斗争联盟加入了SOW。SOW批评ZSP所提倡的“波兰版工团主义”。工团主义组织“自由”主张建立一个社会共和国——一个由工人和地方自治政府组成的基层联盟。SOW在华沙、乌尔苏斯、凯尔采、斯卡尔日斯科、延杰尤夫和克拉科夫等地活动。该组织在华沙起义失败后停止了活动。战前的AFP活动家与SOW合作，包括帕韦尔·列夫·马雷克、伯纳德·康拉德·希维尔钦斯基、斯特凡·尤利安·罗斯洛涅茨。

### 1945–1980
二战结束后，波兰无政府工团主义联盟（AFP）以波兰无政府工团主义者联盟（波兰语：Federacja Polskich Anarchosyndykalistów，简称FPAS）的名义重新成立。然而，该组织在1950年代初解散。1946年，无政府主义者在罗兹创立了出版合作社“言辞”。由于共产党对独立合作社运动的清算，该社于1949年9月1日停止活动。
在1960年代，无政府主义在波兰依然有支持者。无政府主义主题主要出现在艺术圈中，例如在亨里克·斯塔热夫斯基、运动学院（Akademia Ruchu）以及八日剧院的活动中得以体现。

### 1980 年后的无政府主义

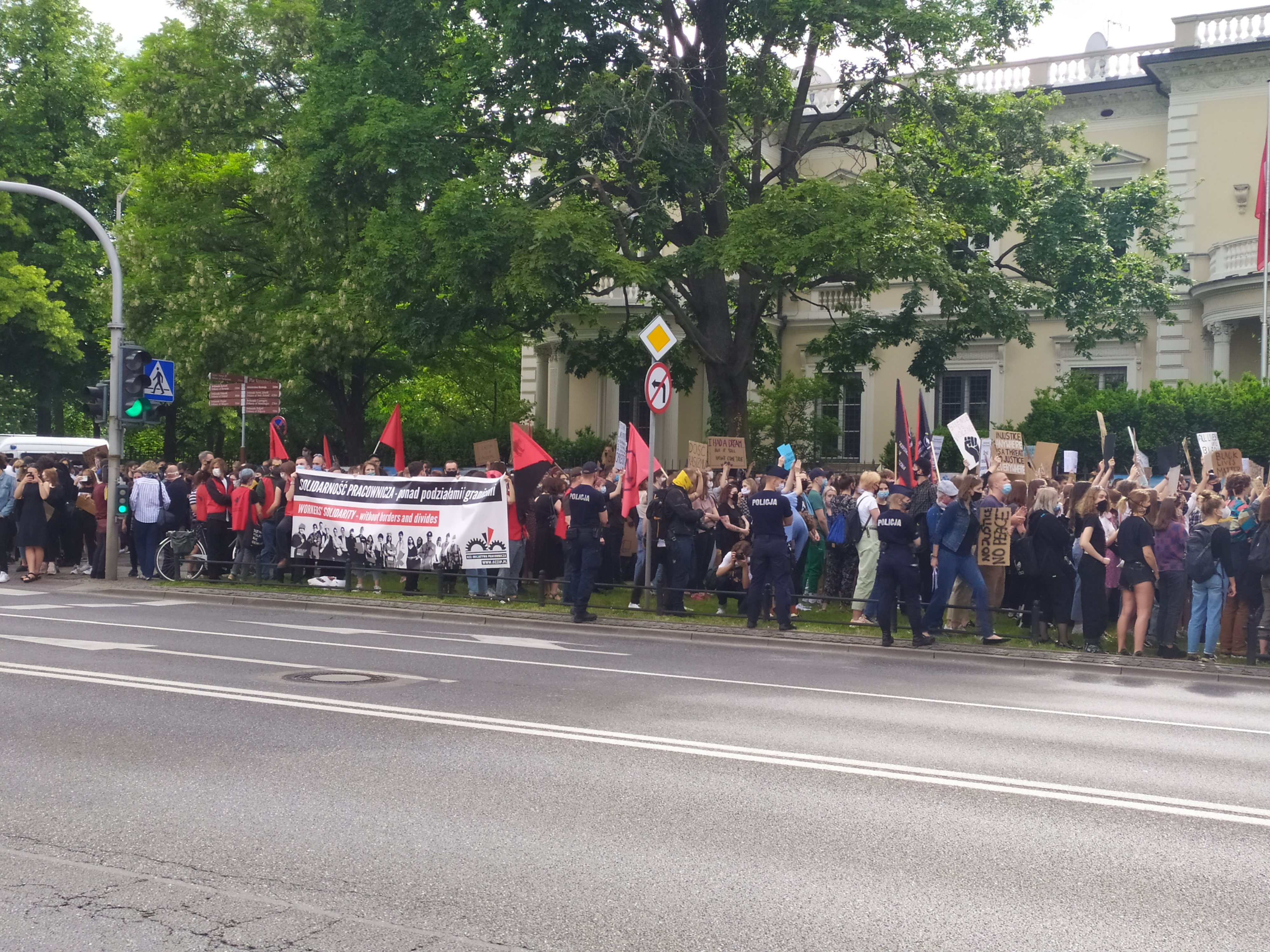
Inicjatywa Pracownicza 在抗议期间的横幅 （2020）

对于奉行马克思主义的当局而言，无政府主义在意识形态上并不接近。政府机关的镇压是无政府主义者未能在政治层面发展活动的一个重要原因。波兰的无政府主义运动直到1980年代的社会抗议浪潮中才大规模成形。反文化和朋克亚文化在波兰无政府主义运动的重启中发挥了关键作用。
最早提及无政府主义的团体是另类社会运动（波兰语：Ruch Społeczeństwa Alternatywnego，简称RSA）。1983年6月被视为其象征性的起点。RSA是当时众多反对当局的组织之一。
在八十年代末，在RSA的倡议下成立了跨城市无政府主义联盟，随后逐渐转变为无政府主义联盟（波兰语：Federację Anarchistyczną，简称FA）。目前，FA在波兰的许多城市设有分支，包括华沙、波兹南、罗兹、热舒夫和弗罗茨瓦夫。
在波兹南有兄弟会出版社“Trojka”，与FA的波兹南分部和Rozbrat占屋相关联。“Trojka”兄弟会的历史可以追溯到1994年，当时它成立旨在传播无政府主义思想。起初，Trojka出版了小册子，如今则分发自己的和其他出版物。Trojka的出版物包括无政府主义经典作品和当代作者撰写的书籍。
1980年之后，许多与RSA和FA无关的团体也相继成立。如今，工人倡议、左翼替代、“自由-平等-团结”协会和波兰工团主义者联盟等也宣称与无政府主义相关。
公开成立并反对FA和RSA圈子的团体是人民解放阵线（波兰语：Ludowy Front Wyzwolenia，简称LFW），其成员认为和平斗争方法无效，呼吁转向暴力直接行动。1991年，该组织焚烧了三联市的苏联领事馆，以回应KGB谋杀俄罗斯无政府主义者彼得·西乌达。LFW的出现是自战前以来第一次尝试重新启动无政府主义运动的武装活动。
目前，最激进的活动形式可以在一些网络门户网站上看到，例如“火炬希腊”网站（也是一个非正式的出版社）和“黑色理论”。这些网站上发表的内容有时表达了对起义思想的支持。

## 备注
a.波兰民族自由斗争联盟于1939年12月在凯尔采成立。这是一个国际主义和无政府工团主义的组织。
b.起初，来自RSA的年轻反对派并不熟悉无政府主义的教义。他们没有与仍然健在的战前无政府主义者取得联系。在波兰人民共和国时期，仅出版了十几本可以被称为专著的无政府主义书籍。其中大多数都是以草率、肤浅和不中立的方式进行的阐述。